# Legendárium (Kárpátia-album)
A Legendárium a magyar Kárpátia frissített hangzású válogatásalbuma, a zenekar 2024 március 1-én adta ki.

## Dallista
1. Magyarnak születtem
2. Hősők
3. Barát, vagy ellenség
4. Jó lenne
5. Szélsodort száraz levél
6. Férfikönnyek
7. Bizalmam az ősi erényben
8. Trombitaszó
9. Csendes a Don
10. Már nem ember, még nem állat

## Dalokon közreműködnek
- Petrás János – Basszusgitár / Ének

- Sipos Barnabás – Gitár / Vokál

- Bankó Attila – Dob

- Bäck Zoltán – Gitár

- Galántai Gábor – Billentyű

- Garamvölgyi Bene Beáta – Furulya / Vokál

- Szabó Sipos Barnabás  – Próza

- Bergics András  – Duda

- Laki Tamás – Vokál

- Némedi György – Vokál

- Pólik Sándor – Vokál

- Tóth Koppány– Vokál

- Hajdú Szabolcs  – Vokál

- Boros Béla  – Vokál

- Cserfalvi Zoltán  –Vokál

- Pálosi Róbert  – Vokál